# Nephrotoma antennata
Nephrotoma antennata är en tvåvingeart som först beskrevs av Christian Rudolph Wilhelm Wiedemann 1820.  Nephrotoma antennata ingår i släktet Nephrotoma och familjen storharkrankar. Inga underarter finns listade i Catalogue of Life.